# Jonah33
A Jonah33 egy keresztény rockegyüttes Arkansasból, USA. Eddig 3 albumot adtak ki, az utolsót 2007-ben a The Heart of War címmel.

## Történet
A Jonah33 nevű együttest Vince Lichlyter alapította, aki Seattleben nőtt fel. 17 évesen hagyta el a családi otthont, majd egy egy majdnem halálos drogtúladagolás után visszatért családjához és befogadta Jézust az életébe. Arkansasba való visszaköltözée után részt vett egy ifjúsági szolgálatban és megalapított egy zenei együttest, mely felkeltette az Ardent Records érdeklődését. Az Ardenttel adták ki első lemezüket 2003-ban. A második albumukat The Strangest Day címmel 2005-ben adták ki. Az album 49. helyet érte el a Billboard’s Top Christian toplistán 2006-ban. Miután a független Ares Recordshoz szerződtek, kiadták a harmadik albumukat a The Heart of War címmel 2007 júliusában.

## Tagok
- Vince Lichlyter – vokál és gitár
- Jason Rooney - szólógitár
- Joshua Dougan - dob
- Cory Riley - basszusgitár

## Diszkográfia
- Jonah33 EP (2003)
- Jonah33 (Ardent Records, 2003)
- The Strangest Day (Epic/Ardent, 2005)
- The Heart of War (Ares Records, 2007)

## Külső hivatkozások
- Hivatalos weboldal
- Pure Volume